# Мосгаз. Дело №8: Западня
«Мосга́з. Де́ло № 8: Западня́» — российский восьмисерийный детективный телевизионный художественный фильм, снятый в 2021 году режиссёром Сергеем Поповым. Является восьмым из цикла художественных фильмов о трудовых буднях и личной жизни майора московской милиции Ивана Черкасова и его коллег, включающего в себя сериалы «Мосгаз» (2012), «Палач» (2014), «Паук» (2015), «Шакал» (2016), «Операция „Сатана“» (2018), «Формула мести» (2019), «Катран» (2020).
Премьерный показ состоялся 15 ноября 2021 года на «Первом канале».
Сериал создан совместно с Okko.

## Сюжет
Советский Союз, 1980 год. Москва готовится к проведению летней Олимпиады. Перед сотрудниками МУРа поставлена задача не допустить ни одного преступления в столице во время прохождения олимпийских игр и очистить город от всех «криминальных элементов». Убойному отделу под руководством Ивана Черкасова поручено вести борьбу с проститутками, «фарцовщиками» и бомжами, но вместо этого Ивану Петровичу и его команде предстоит заняться расследованием череды загадочных убийств.
В центре событий — бандит по кличке «Череп», недавно освободившийся из тюремного заключения и тут же попавший под давление уголовных «авторитетов» и милиции: за время его отсидки его брат-близнец украл госценности (бриллианты) в МПО «Кристалл» и спрятал их. В присутствии «Черепа» случайным образом происходят одно громкое убийство за другим. Или не случайным образом. «Воры в законе» уверены, что «Череп» знает, где хранятся бриллианты, и, взяв в заложники его сына Бориса, требуют отдать им ценности.
Дело «Черепа» отвлекает команду майора Черкасова и мешает наводить в столице «тишь да гладь». Черкасов с коллегами в итоге бросают все силы, чтобы отправить бывалого преступника обратно за решётку, но прямых доказательств причастности «Черепа» к расследуемым преступлениям нет. При этом и его невиновность — под большим сомнением: как будто кто-то невидимый постоянно спасает «Черепа» от гибели, расчищая ему дорогу, но кто в этом может быть заинтересован?

## Актёры и персонажи
- Андрей Смоляков — Иван Петрович Черкасов, майор милиции, начальник убойного отдела МУРа
- Марина Александрова — Софья Борисовна Тимофеева, капитан милиции, эксперт-криминалист МУРа
- Сергей Угрюмов — Роберт Михайлович Лебедев, полковник КГБ
- Вадим Андреев — Фёдор Григорьевич Саблин, генерал-майор МВД, начальник Московского ГУВД
- Юрий Тарасов — Никита Васильевич Пожидаев, подполковник милиции
- Алексей Бардуков  — Алексей Гаркуша, оперативник МУРа
- Александр Голубев — Егор Осадчий, оперативник МУРа
- Луиза Мосендз — Зинаида Васильевна Кац, судмедэксперт МУРа
- Полина Пушкарук — Анфиса Авдеева, лейтенант милиции, сотрудник архива МУРа
- Александр Феклистов — Куликов, следователь по особо важным делам МУРа в отставке
- Владимир Юматов — Григорий Михайлович Чудовский, начальник Отдела пропаганды и агитации при ЦК КПСС, фронтовой друг майора Ивана Черкасова
- Екатерина Вилкова — Лариса Михайловна Черепанова, мать Бориса, жена Анатолия Черепанова
- Олег Ягодин — Анатолий Черепанов («Череп») / Николай Черепанов, братья-близнецы
- Никита Ходунов — Николай Черепанов (в молодости), брат-близнец Анатолия Черепанова
- Даниил Ходунов — Анатолий Черепанов (в молодости), брат-близнец Николая Черепанова
- Даниэла Стоянович — Маргарита Семёновна Карпухина, мать Славы, бывшая жена Ивана Черкасова, жена Олега Карпухина
- Денис Бургазлиев — Олег Дмитриевич Карпухин, отец Славы, муж Маргариты
- Александр Дробитько — Слава Карпухин, сын Маргариты и Олега Карпухиных, пасынок Ивана Черкасова, старшина милиции
- Николай Добрынин — «Мирон», «вор в законе»
- Никита Лубенько — «Волк», «вор в законе»
- Алексей Вертков — Чижов («Чиж»), «вор в законе»
- Игорь Хрипунов — «Клещ»
- Амаду Мамадаков — Тугулов («Батый»), друг «Черепа»
- Леонид Окунев — Гуськов («Старик»)